# Високопілля (станція)
Високопі́лля — проміжна залізнична станція Херсонської дирекції Одеської залізниці на неелектрифікованій магістральній залізничній лінії Мерефа — Херсон, між роз'їздом Дубки (12 км) та станцією Блакитне (11 км). Розташована в селищі Високопілля Бериславського району Херсонської області.

## Історія
Станція відкрита в 1921 році під час будівництва залізниці на дільниці Апостолове — Снігурівка.

## Пасажирське сполучення
На станції зупиняються:
приміські поїзди сполученням
- Миколаїв-Вантажний — Апостолове
- Херсон — Апостолове (на станції Апостолове узгоджена пересадка на приміський поїзд до станції Дніпро-Лоцманська) (маршрут наразі не відновлено).

Поїзди далекого сполучення:
- № 101/102 Київ — Херсон
- № 125/126 Миколаїв — Івано-Франківськ / Рахів
- № 209/210 Миколаїв — Київ
- № 251/252 Дніпро — Одеса
- № 265/266 Суми — Харків — Херсон.